# Ý tưởng

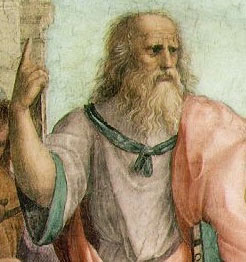
Plato, một trong những triết gia đầu tiên luận bàn về ý tưởng.

Một ý tưởng là một khái niệm hay ấn tượng về tinh thần. Những ý tưởng được hiểu là hình ảnh đại diện, tức là hình ảnh của một số vật thể. Trong ngữ cảnh khác, ý tưởng được xem là các khái niệm, mặc dù khái niệm trừu tượng không nhất thiết phải xuất hiện là hình ảnh. Nhiều triết gia xem xét ý tưởng là một phạm trù bản thể học. Khả năng tạo ra và hiểu được ý nghĩa của ý tưởng được coi là một tính năng cần thiết và xác định đặc tính của con người. Trong một ý nghĩa phổ biến, một ý tưởng phát sinh theo một phản xạ, một cách tự phát, thậm chí không suy nghĩ hoặc thể hiện một sự phản ánh nghiêm trọng, ví dụ, khi chúng ta nói về ý tưởng của một người hoặc một nơi.